# Varja
Varja je žensko osebno ime.

## Izvor imena
Ime Varja izhaja iz ruskega imena Varja, ki je skrajšana oblika imena Varvara. Ime Varvara je ruska oblika po izvoru grškega imena Barbara.

## Različice imena
Varija, Varijanka, Varjenka, Varvara

## Pogostost imena
Po podatkih Statističnega urada Republike Slovenije je bilo na dan 31. decembra 2007 v Sloveniji število ženskih oseb z imenom Varja: 66.

## Osebni praznik
V koledarju je ime Varja uvrščeno k imenu Barbara.